# 2000 Herschel
A 2000 Herschel (ideiglenes jelöléssel 1960 OA) a Naprendszer kisbolygóövében található aszteroida. Joachim Schubart fedezte fel 1960. július 29-én.